# Propaganda Games
Propaganda Games fue un estudio desarrollador de videojuegos con base en Vancouver, Canadá. Pertenece, junto a Avalanche Studios, Climax Racing y Fall Line Studios a los Disney Interactive Studios, rama del conglomerado Disney encargado del desarrollo de videojuegos. 
Propaganda Games es el estudio que se ha encargado de desarrollar el último videojuego de la saga Turok, Turok 2008, que ya ha salido a la venta en los sistemas Xbox 360 y PS3.
- Datos: Q3026228